# Kimberly Wyatt
Kimberly Kaye Wyatt (Wattensburg, Missouri, USA, 1982. február 4.) amerikai énekesnő, táncosnő, koreográfus. A Pussycat Dolls együttes tagja 2001 óta.

## Élete
Édesapja traktoros, Kimberly már hétéves korában elkezdett táncolni. Tizennégy éves korában tanulmányi ösztöndíjjal került a New York-i Joffrey Ballet, és a Broadway Dance Centerbe. 17 évesen elvégezte a középiskolát és Las Vegasba repült meghallgatásra. Ezután egy luxushajón dolgozott, majd Hollywoodban táncosként szerzett nevet magának. Kimberly énektudása a Pussycat Dollsban akkor mutatkozott meg mikor saját számát a Don't Wanna Fall In Love-ot felvette a csapat második lemezének deluxe verziójára. Kimberly szerepelt a VH1 egyik valóság showjában, a Celebracadabra-ban. A Pussycat Dolls együttessel fellépett Britney Spears turnéjának előzenekarként.

## Szólókarrier
Debütáló szólóalbuma várhatóan 2010 elején jelenik meg.
| Év   | Cím                                     | Album                           |
| ---- | --------------------------------------- | ------------------------------- |
| 2008 | Don’t Wanna Fall In Love                | Doll Domination: Deluxe Edition |
| 2009 | Kiss and Tell                           | Előkészületben                  |
| 2009 | Love Me Tonight (For Now) ft. Paul Wall | Előkészületben                  |

## Fordítás
- Ez a szócikk részben vagy egészben  a   Kimberly Wyatt című angol Wikipédia-szócikk fordításán alapul.  Az eredeti cikk szerkesztőit annak laptörténete sorolja fel. Ez a jelzés csupán a megfogalmazás eredetét és a szerzői jogokat jelzi, nem szolgál a cikkben szereplő információk forrásmegjelöléseként.